# Zuzana Vrbová
Zuzana Vrbová (* 7. ledna 1951) je česká zpěvačka a herečka z divadla Semafor. V současné době se již umění nevěnuje a pracuje jako učitelka českého jazyka a dějepisu. Zuzana v divadle zastupovala svou kolegyni Helenu Lukasovou. Její strýc Jiří Vrba byl jedním ze zakladatelů Semaforu.
Zuzana Vrbová se hlavně proslavila díky hitu Jiřího Šlitra a Jiřího Suchého Sluníčko z divadelní hry Taková ztráta krve. Na LP desku tuto píseň sice přezpívala H. Lukasová, ale v hudebním klipu s Darkem Vostřelem jí nazpívala Zuzana Vrbová.
Po svatbě převzala jméno manžela a dnes se jmenuje Zuzana Lejčarová

## Filmy
- Případ Lupínek (1960)
- Když chcípne pes (2004)

## Divadlo

### Hry
- Ukradený měsíc (1959)
- Taková ztráta krve – Zuzana je zase sama doma (1960)

### Divadelní záznamy
- Benefice S+Š (1965)

## CD
- Semafor – Největší hity (2005)